# 葉富春
葉富春（？—17世紀），字弢甫，江西九江府湖口縣人，明朝政治人物。

## 生平
葉富春是崇禎元年進士葉初春之弟，天啟七年（1627年）中舉人，崇禎十六年（1643年）成進士，以母親方氏年老，立即請求辭職回鄉終養。有人說：「母親不是希望兒子中第的嗎？」他回答：「不孝順雙親而謀求仕進，雖然顯貴但榮耀嗎？」最終離去。方氏其時已瞎眼，患病臥床，他日夜侍奉進食便溺；方氏死後他居喪成禮，葬在家宅後院，說：「始終不忍遠離母親。」
順治初年葉富春多次推辭清朝徵召，自願和人民當差，在深山築屋居住不出仕磨練節操，輿論都推重他，八十一歲去世。

## 引用
1. 1 2  嘉慶《湖口縣志·卷八·列傳》：葉富春，字弢甫，崇禎癸未進士，以母方氏年老即乞歸養。或曰：「以子第望中秘可期也？」答曰：「違親而干進，雖貴奚榮乎？」卒弗留。時椃母已瞽目寢疾，朝夕膳親滌穢器，及卒，哀毀成禮，葬之宅後院，曰：「終不忍遠離親也。」順治初屢辭徵辟不獲，乃自署願與齊民一體當差，卜築深山不出，廉隅自砥，輿論推之，年八十一卒。 以上九人俱雍正四年祠祀
2. ↑  嘉慶《湖口縣志·卷四·選舉表一》：（天啟）七年丁卯鄉試 葉富春 見進士。